# Chanodichthys
Genre
Chanodichthys est un genre de poissons téléostéens de la famille des Cyprinidae et de l'ordre des Cypriniformes. Chanodichthys est un genre de poissons cyprinidés d'eau douce, composée de cinq espèces de l'Asie orientale (Chine, Mongolie, Russie et Vietnam). Le nom est dérivé du mot grec « Chanos », qui signifie « abîme », la bouche ouverte, immensité, et du grec « ichthys », qui signifie « poisson ».

## Liste des espèces
Selon FishBase (23 août 2015) :
- Chanodichthys abramoides (Dybowski, 1872)
- Chanodichthys dabryi (Bleeker, 1871)
- Chanodichthys erythropterus (Basilewsky, 1855)
- Chanodichthys mongolicus (Basilewsky, 1855)
- Chanodichthys oxycephalus (Bleeker, 1871)